# Problepsis subjunctiva
Problepsis subjunctiva är en fjärilsart som beskrevs av Louis Beethoven Prout 1917. Problepsis subjunctiva ingår i släktet Problepsis och familjen mätare. Inga underarter finns listade i Catalogue of Life.